# 極東ボクシングクラブ
極東ボクシングクラブ（きょくとうボクシングクラブ）は、東京都新宿区にあるボクシングジムである。

## 概要
昭和初期に設立された国内最古の部類に当たるボクシングジムである。
1960年代前半、TBSと組んで企画した「ボクシング教室」には7,000人の応募が殺到し、沼田義明や石山六郎を輩出した。
かねてからメキシコと関係が深く、元WBC世界ミニマム級チャンピオン、ホセ・アントニオ・アギーレのジャガージムと姉妹ジムとなっている。
現在の会長は四方浩介で5代目である。